# Oostenrijks kenteken

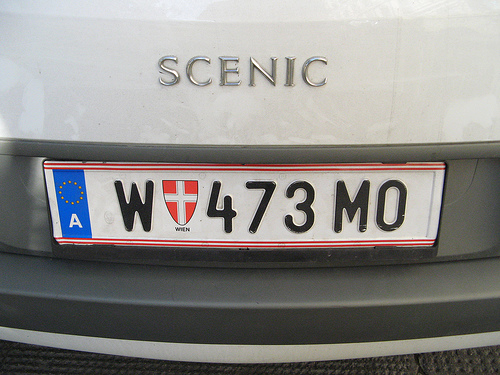
Oostenrijks kenteken

De Oostenrijkse kentekens zijn wit met zwarte letters en cijfers en aan de onder- en bovenkant twee rode randen (analoog aan de Oostenrijkse vlag). Het heeft als alle Europese kentekens een blauw vakje links met de Europese vlag en de landsletter. In het geval van Oostenrijk is dat A (Austria). Na de districtscode van 1 of 2 letters (bijvoorbeeld 'IM' (Imst)) dan volgt het wapen van het Bundesland met daaronder de naam (in dit geval het wapen van Tirol en de naam Tirol). Daarna volgt er een willekeurige code (cijfers en letters) of deze mag zelf bepaald worden. (kost € 245,00) Als men een andere auto koopt mag men het oude kenteken op de nieuwe auto zetten. Ook mag men één kenteken hebben als men twee of meer auto's heeft. Dan moet er dus steeds gewisseld worden van kenteken.

## Speciale platen
| Type               | kentekenplaat |
| ------------------ | ------------- |
| oude plaat         |               |
| persoonlijke plaat |               |
| Diplomatieke plaat |               |
| Politie            |               |
| Export             |               |
| Aanhanger          |               |
| tijdelijke         |               |
| Motorfiets         |               |
| Bromfiets          |               |

Dit is een lijst met betekenissen van letters op Oostenrijkse kentekens:
| District                       | Deelstaat        | Kenteken code       |
| ------------------------------ | ---------------- | ------------------- |
| Amstetten                      | Neder-Oostenrijk | AM                  |
| Bad Aussee (Expositur) (—2012) | Stiermarken      | BA → LI             |
| Baden                          | Neder-Oostenrijk | BN                  |
| Bludenz                        | Vorarlberg       | BZ                  |
| Braunau                        | Opper-Oostenrijk | BR                  |
| Bregenz                        | Vorarlberg       | B                   |
| Bruck an der Leitha            | Neder-Oostenrijk | BL                  |
| Bruck an der Mur (—2012)       | Stiermarken      | BM → BM             |
| Bruck-Mürzzuschlag (2013—)     | Stiermarken      | BM                  |
| Deutschlandsberg               | Stiermarken      | DL                  |
| Dornbirn                       | Vorarlberg       | DO                  |
| Eferding                       | Opper-Oostenrijk | EF                  |
| Eisenstadt (stad)              | Burgenland       | E                   |
| Eisenstadt-Umgebung            | Burgenland       | EU                  |
| Feldbach (—2012)               | Stiermarken      | FB → SO             |
| Feldkirch                      | Vorarlberg       | FK                  |
| Feldkirchen                    | Karinthië        | FE                  |
| Freistadt                      | Opper-Oostenrijk | FR                  |
| Fürstenfeld (—2012)            | Stiermarken      | FF → HF             |
| Gänserndorf                    | Neder-Oostenrijk | GF                  |
| Gmunden                        | Opper-Oostenrijk | GM                  |
| Gmünd                          | Neder-Oostenrijk | GD                  |
| Graz (stad)                    | Stiermarken      | G                   |
| Graz-Umgebung                  | Stiermarken      | GU                  |
| Grieskirchen                   | Opper-Oostenrijk | GR                  |
| Gröbming (Expositur)           | Stiermarken      | GB                  |
| Güssing                        | Burgenland       | GS                  |
| Hallein                        | Salzburg         | HA                  |
| Hartberg (—2012)               | Stiermarken      | HB → HF             |
| Hermagor                       | Karinthië        | HE                  |
| Hartberg-Fürstenfeld (2013—)   | Stiermarken      | HF                  |
| Hollabrunn                     | Neder-Oostenrijk | HL                  |
| Horn                           | Neder-Oostenrijk | HO                  |
| Imst                           | Tirol            | IM                  |
| Innsbruck (stad)               | Tirol            | I                   |
| Innsbruck Land                 | Tirol            | IL                  |
| Jennersdorf                    | Burgenland       | JE                  |
| Judenburg (—2011)              | Stiermarken      | JU → MT             |
| Klagenfurt (stad)              | Karinthië        | K                   |
| Klagenfurt-Land                | Karinthië        | KL                  |
| Kirchdorf                      | Opper-Oostenrijk | KI                  |
| Kitzbühel                      | Tirol            | KB                  |
| Klosterneuburg (stad)          | Neder-Oostenrijk | KG                  |
| Knittelfeld (—2011)            | Stiermarken      | KF → MT             |
| Korneuburg                     | Neder-Oostenrijk | KO                  |
| Krems an der Donau (stad)      | Neder-Oostenrijk | KS                  |
| Krems (district)               | Neder-Oostenrijk | KR                  |
| Kufstein                       | Tirol            | KU                  |
| Landeck                        | Tirol            | LA                  |
| Leibnitz                       | Stiermarken      | LB                  |
| Leoben (stad)                  | Stiermarken      | LE                  |
| Leoben                         | Stiermarken      | LN                  |
| Lienz                          | Tirol            | LZ                  |
| Liezen                         | Stiermarken      | LI                  |
| Linz (stad)                    | Opper-Oostenrijk | L                   |
| Linz-Land                      | Opper-Oostenrijk | LL                  |
| Lilienfeld                     | Neder-Oostenrijk | LF                  |
| Mattersburg                    | Burgenland       | MA                  |
| Mödling                        | Neder-Oostenrijk | MD                  |
| Melk                           | Neder-Oostenrijk | ME                  |
| Mistelbach                     | Neder-Oostenrijk | MI                  |
| Murau                          | Stiermarken      | MU                  |
| Murtal (2012—)                 | Stiermarken      | MT                  |
| Mürzzuschlag (—2012)           | Stiermarken      | MZ → BM             |
| Neunkirchen                    | Neder-Oostenrijk | NK                  |
| Neusiedl am See                | Burgenland       | ND                  |
| Oberpullendorf                 | Burgenland       | OP                  |
| Oberwart                       | Burgenland       | OW                  |
| Perg                           | Opper-Oostenrijk | PE                  |
| Radkersburg (—2012)            | Stiermarken      | RA → SO             |
| Reutte                         | Tirol            | RE                  |
| Ried                           | Opper-Oostenrijk | RI                  |
| Rohrbach                       | Opper-Oostenrijk | RO                  |
| Rust (stad)                    | Burgenland       | E                   |
| Salzburg (stad)                | Salzburg         | S                   |
| Salzburg-Umgebung              | Salzburg         | SL                  |
| St. Johann im Pongau           | Salzburg         | JO                  |
| St. Pölten (stad)              | Neder-Oostenrijk | P                   |
| St. Pölten (district)          | Neder-Oostenrijk | PL                  |
| St. Veit an der Glan           | Karinthië        | SV                  |
| Schärding                      | Opper-Oostenrijk | SD                  |
| Scheibbs                       | Neder-Oostenrijk | SB                  |
| Schwaz                         | Tirol            | SZ                  |
| Schwechat (stad)               | Neder-Oostenrijk | SW                  |
| Steyr (stad)                   | Opper-Oostenrijk | SR                  |
| Steyr-Land                     | Opper-Oostenrijk | SE                  |
| Spittal an der Drau            | Karinthië        | SP                  |
| Südoststeiermark (2013—)       | Stiermarken      | SO                  |
| Tamsweg                        | Salzburg         | TA                  |
| Tulln                          | Neder-Oostenrijk | TU                  |
| Urfahr-Umgebung                | Opper-Oostenrijk | UU                  |
| Villach (stad)                 | Karinthië        | VI                  |
| Villach-Land                   | Karinthië        | VL                  |
| Voitsberg                      | Stiermarken      | VO                  |
| Vöcklabruck                    | Opper-Oostenrijk | VB                  |
| Völkermarkt                    | Karinthië        | VK                  |
| Waidhofen an der Thaya         | Neder-Oostenrijk | WT                  |
| Waidhofen an der Ybbs (stad)   | Neder-Oostenrijk | WY                  |
| Wolfsberg                      | Karinthië        | WO                  |
| Weiz                           | Stiermarken      | WZ                  |
| Wels (stad)                    | Opper-Oostenrijk | WE                  |
| Wels-Land                      | Opper-Oostenrijk | WL                  |
| Wenen (stad)                   | Wenen            | W                   |
| Wien-Umgebung (—2016)          | Neder-Oostenrijk | WU → BL, KO, PL, TU |
| Wiener Neustadt (stad)         | Neder-Oostenrijk | WN                  |
| Wiener Neustadt (district)     | Neder-Oostenrijk | WB                  |
| Zell am See                    | Salzburg         | ZE                  |
| Zwettl                         | Neder-Oostenrijk | ZT                  |